# Boezemmolen nr. 6
Boezemmolen No. 6 is een windmolen in Haastrecht in de Nederlandse provincie Zuid-Holland. Het is een ronde stenen molen met een uitgesproken klokvorm. Met een vlucht van meer dan dertig meter is dit de molen met de grootste vlucht van Nederland.

## Zeven boezemmolens
De molen is de zesde in een serie van in totaal zeven boezemmolens die de boezem van het westelijk deel van de Lopiker- en het oostelijk deel van de Krimpenerwaard bemaalden. Het water werd door deze molens van de Vlist naar de Hooge Boezem uitgeslagen. De boezemmolens, oorspronkelijk alle wipmolens, zijn in de loop der jaren vanaf 1486 gebouwd.

## Voorgangers
De molen is de derde molen op deze plaats en verving een afgebrande houten achtkante molen uit 1739. In 1914 werd de windbemaling beëindigd en werden de wipmolens gesloopt. De bewoonde Boezemmolen nr. 6 werd onttakeld.

## Herstel en toekomst
Boezemmolen No. 6 is eigendom van Stichting Het Zuid-Hollands Landschap en sinds 2005 waren er plannen tot herbouw van deze molen, waarmee uiteindelijk in 2010 is begonnen. In oktober 2010 is een nieuwe kap op de molen geplaatst en op 14 mei 2011, Nationale Molendag, is de molen officieel in gebruik gesteld.
Eind 2017 is het ontbrekende gaande werk in de molen aangebracht, inclusief een houten scheprad van 6.20 meter doorsnee. De molen is daarmee weer geheel compleet en maalvaardig. In overleg met het hoogheemraadschap De Stichtse Rijnlanden maalt de molen sinds 2020 weer water in een deel van de oorspronkelijke Hooge Boezem.

## Afbeeldingen

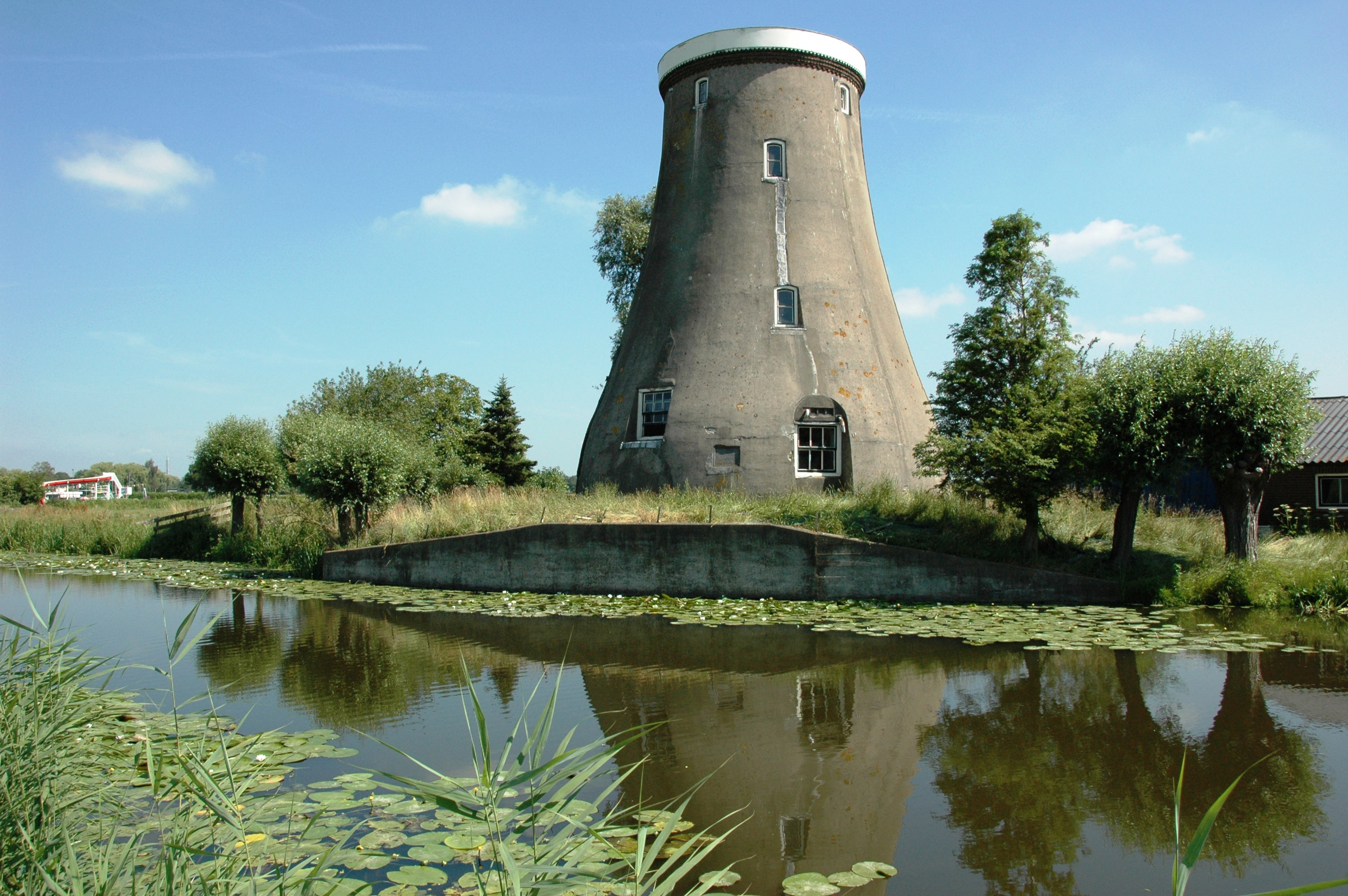
De oude situatie, juli 2006
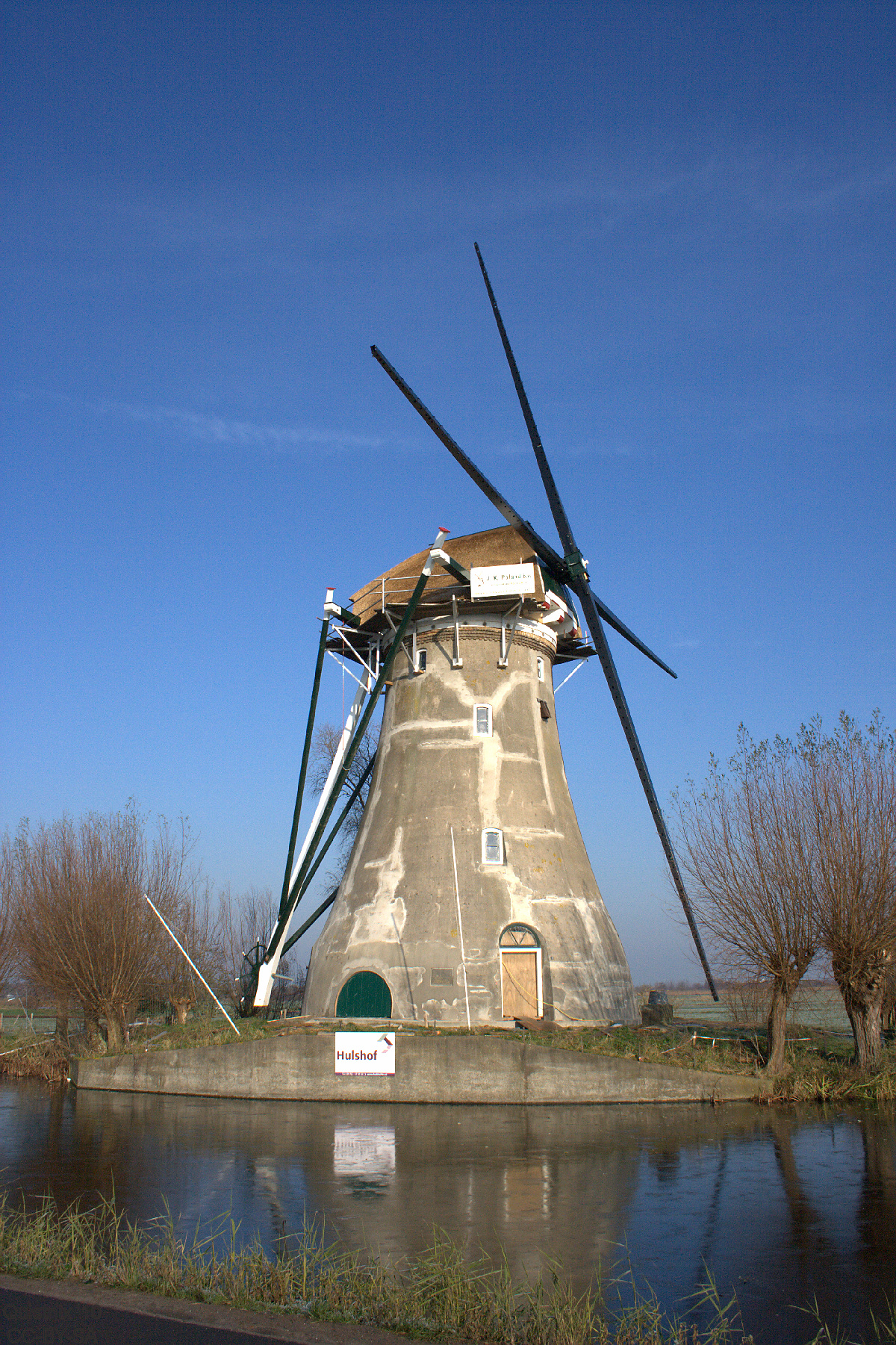
Tijdens de herstelwerkzaamheden, november 2010
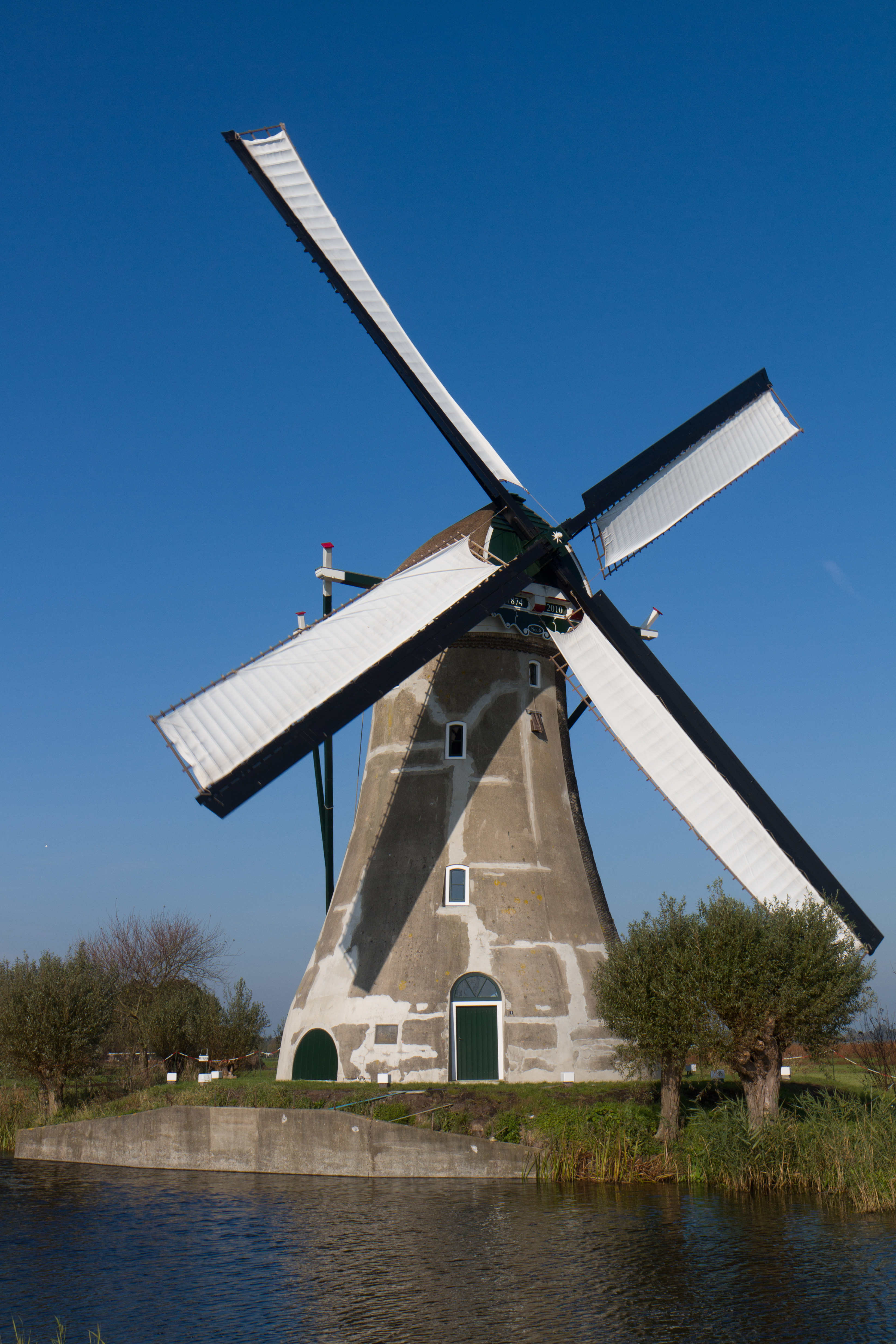
Met vier volle zeilen, oktober 2011